# Operation Vigilant Warrior

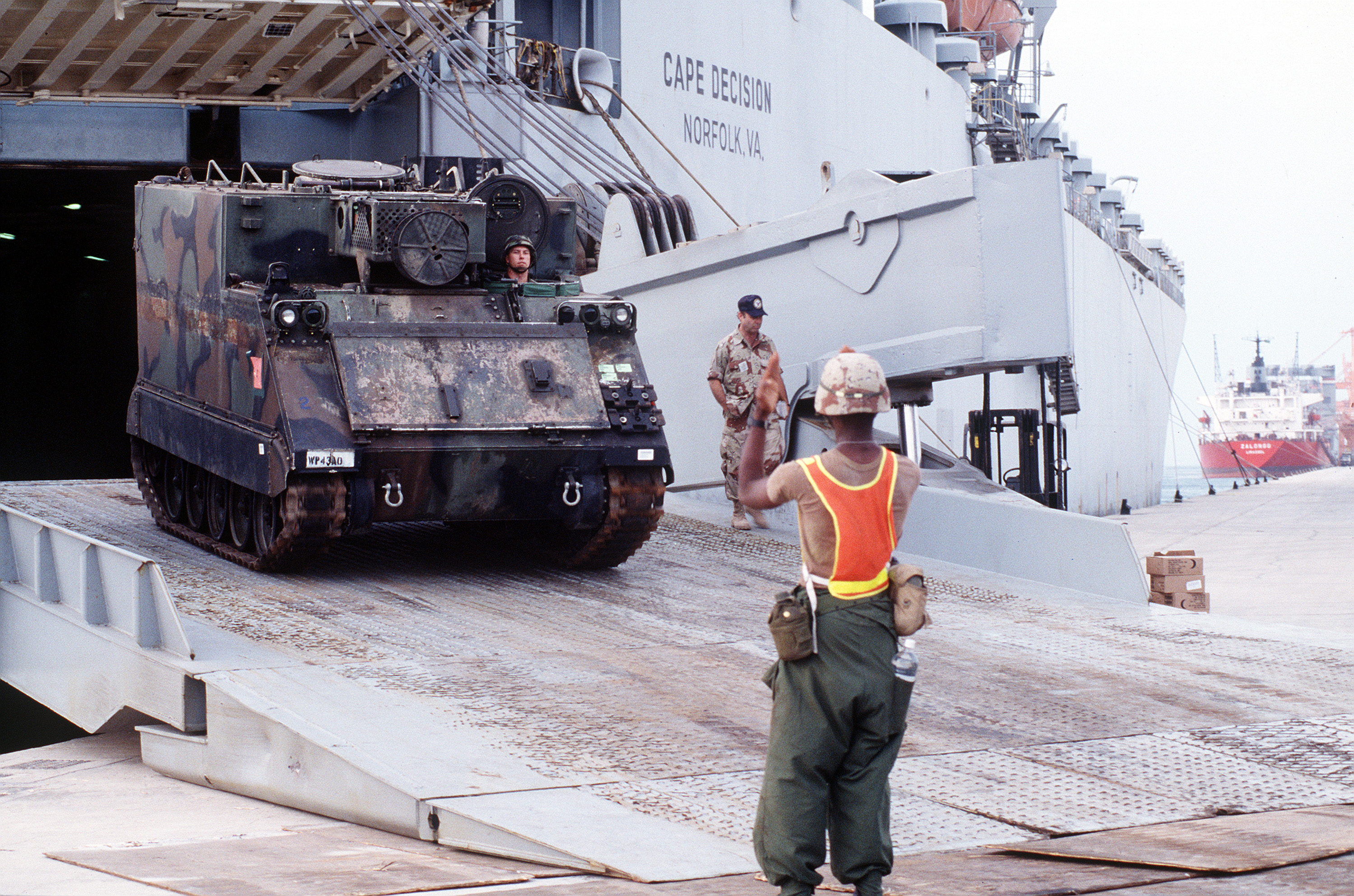
Ein Führungsfahrzeug vom Typ M-557 wird am 19. Oktober 1994 im Rahmen von Operation Vigilant Warrior im Hafen Dammam entladen.

Operation Vigilant Warrior war eine Militäroperation der Streitkräfte der Vereinigten Staaten vom 8. Oktober bis zum 22. Dezember 1994. Sie diente der Abwehr eines erwarteten Angriffs des Irak auf das Emirat Kuwait und bestand im Wesentlichen aus einer weltweiten Verlegung von Truppen. Zu dem irakischen Angriff kam es nicht.

## Politische Lage
Nach dem Zweiten Golfkrieg, in dem der Irak Kuwait besetzt hatte, befand sich die irakische Regierung wegen internationaler Sanktionen, innerer Unruhen sowie der Flugverbotszonen Operation Northern Watch und Operation Southern Watch unter erheblichem politischen und wirtschaftlichem Druck. Im Jahr 1994 unternahm der Irak verstärkte, auch mit Drohungen verbundene Versuche, die Aufhebung der Sanktionen zu erreichen, stieß dabei aber auf den entschiedenen Widerstand der USA.

## Vorgeschichte der Operation
Am 4. Oktober 1994 fotografierte ein britisches Tornado-Aufklärungsflugzeug in der südlichen Flugverbotszone nördlich von Basra einen per LKW transportierten Panzer. Bei der späteren Auswertung stellte sich heraus, dass es sich um einen T-72 handelte, der in Richtung Süden gebracht wurde, also in Richtung Basra und der kuwaitischen Grenze. In den folgenden Tagen untersuchten US-Aufklärungsspezialisten die irakischen Truppenbewegungen genauer. Sie kamen zu dem Ergebnis, dass zwei Divisionen der Republikanische Garde – Hammurabi und Al-Nida – im Prozess der Verstärkung des III. irakischen Korps in dessen Stammgebiet um Basra herum begriffen waren. Damit hätte der Irak nach US-Schätzungen bis zum 13. Oktober in diesem Gebiet neben drei Divisionen der regulären Armee vier gepanzerte und zwei mechanisierte Brigaden der Republikanischen Garde zur Verfügung gehabt. Vorgeschobene Truppen befanden sich in rund 50 Kilometern Entfernung zur kuwaitischen Grenze. Am 6. Oktober erhielt das United States Central Command (Centcom) eine entsprechende Warnmeldung. Am 7. Oktober wurden zwei Brigaden der Hammurabi-Division am Militärflughafen Shaibah identifiziert, rund 28 Kilometer von der kuwaitischen Grenze entfernt. Eine Brigade von Al-Nida wurde zu diesem Zeitpunkt im nordiraktischen Mossul auf Eisenbahn verladen.
Die amerikanischen und britischen Truppen sowie Kuwait konnten zu diesem Zeitpunkt nur auf geringe militärische Mittel in der Region zurückgreifen. Kuwait verfügte über vier verringerte Brigaden: zwei gepanzerte, eine motorisierte und eine der mechanisierten Kavallerie. Die 24 modernen Kampfflugzeuge des Landes vom Typ McDonnell Douglas F/A-18 waren nicht voll einsatzfähig. Amerikaner und Briten verfügten 18 General Dynamics F-16C und sechs Tornados, die allerdings nicht für den Kampf gegen Bodenziele ausgestattet waren. Die US-Bodentruppen setzten sich aus rund 180 Soldaten der Kampftruppen, rund 65 kürzlich zu Übungen eingetroffenen Green Berets des 1st Special Forces Command (Airborne) und rund 300 Mitgliedern der 513th Military Intelligence Brigade zusammen. Dazu kamen rund 1200 zivile Mitarbeiter der Streitkräfte. Neben der Aufklärung gegen den Irak war die Betreuung des Ausrüstungsdepots Army War Reserve-5 im Camp Doha die Hauptaufgabe der anwesenden Amerikaner. Das Depot sollte zur Ausrüstung einer Brigade ausreichen, war aber noch nicht auf vollem Materialstand. Im Persischen Golf waren fünf größere Überwassereinheiten anwesend, die mit Marschflugkörpern auch Ziele weit im Landesinneren bekämpfen konnten. Dazu kam eine Amphibious Ready Group rund um das Amphibische Angriffsschiff Tripoli der Iwo-Jima-Klasse, die mit ihrer Marine Expeditionary Unit in den Vereinigten Arabischen Emiraten trainierte.

## Truppenaufbau
Am 6. Oktober 1994 baute das United States Central Command die Kommandostruktur zur Abwehr des erwarteten irakischen Angriffs auf. Zum Kommandeur in Kuwait wurde Generalmajor James B. Taylor bestimmt, stellvertretender Kommandeur der Third United States Army, die als Großverband für den Nahen Osten zuständig ist. Zugleich erbat die kuwaitische Regierung die Militärhilfe der USA. Am 7. Oktober beantragte Centcom-Chef General J. H. Binford Peay III. bei der US-Regierung die Freigabe zur Verlegung von drei mechanisierten und drei gepanzerten Kompanien nach Kuwait. Am gleichen Tag berichteten weltweit erste Medien vom irakischen Aufmarsch. In der kuwaitischen Bevölkerung kam es zu Hamsterkäufen. Am Abend des Tages ließ das kuwaitische Oberkommando seine vier Heeresbrigaden Verteidigungspositionen in der Wüste nordwestlich der Hauptstadt einnehmen. Am 8. Oktober bezogen die Green Berets gemeinsame Stellungen mit den kuwaitischen Truppen. Am gleichen Tag befahl US-Präsident Bill Clinton die von Peay angeforderte Heeres-Taskforce, eine Marine Expeditionary Brigade sowie den Trägerverband der George Washington mit zusätzlichen Lenkwaffenschiffen nach Kuwait.
Ebenfalls am 8. Oktober erreichten zwei Batterien des Flugabwehrsystems MIM-104 Patriot auf dem Luftweg Saudi-Arabien. Sie sollten per Straßentransport auf getrennten Routen nach Kuwait verlegt werden. Eine Vorausabteilung des Hauptquartiers der Third Army um Taylor verließ am gleichen Tag die USA per Lufttransport. Zu diesem Zeitpunkt existierte noch keine detaillierte strategische Planung, da sowohl das weitere Verhalten der Iraker als auch das Gelingen des amerikanischen Truppenaufbaus unklar waren.
Taylor landete am 9. Oktober in Kuwait und richtete seinen Befehlsstand in einer Lagerhalle in Camp Doha ein. Am gleichen Tag legten am US-Stützpunkt Diego Garcia im Indischen Ozean fünf Schiffe der US Navy ab, die AWR-3 transportierten, einen Ausrüstungssatz für eine Einheit in Brigadestärke. Um die Mittagszeit herum wurden die Soldaten einer gepanzerten und einer mechanisierten Kompanie der 24th Infantry Division aus den USA ausgeflogen. Dabei handelte es sich um im Zweiten Golfkrieg und in der Verwendung des Ausrüstungssatzes AWR-3 erfahrene Truppen. Am Abend des 10. Oktober trafen sie in Kuwait ein.
Auf irakischer Seite hatte am 9. Oktober die Hammurabi-Division ihre Verlegung in den Süden des Landes abgeschlossen. Ihre Spitzen standen 15 Kilometer vor der kuwaitischen Grenze. Vorausabteilungen der Al-Nida-Division hatten den Militärflughafen Shaibah erreicht. Die US-Seite erwartete den Beginn der irakischen Offensive für den 13. Oktober. Allerdings deuteten zu diesem Zeitpunkt erstmals Anzeichen darauf hin, dass es sich auch um ein Manöver zur Demonstration der militärischen Stärke und ohne echte Angriffsabsicht handeln könnte.
Am 10. Oktober traf das Central Command die Entscheidung, den bis dahin noch erwogenen Rückzug aus Kuwait in Richtung Saudi-Arabien auszuschließen und einen eventuellen irakischen Angriff abzuwehren. Am gleichen Tag erhielt die Operation den Namen Vigilant Warrior. Parallel legte General Peay einen Plan für den weiteren Aufwuchs der Truppen nach den inzwischen in Marsch gesetzten zwei Brigaden vor. Er sah die Verlegung von 374 Flugzeugen und drei Heeresdivisionen vor. Die entsprechenden Einheiten wurden informiert und begannen mit der Vorbereitung zur Verlegung. Großbritannien stellte 4000 Royal Marines, sechs weitere Tornado-Kampfflugzeuge, die Fregatte Cornwall und den Zerstörer Cardiff zur Verfügung, Frankreich die U-Jagd-Fregatte Georges Leygues.
Ebenfalls am 10. Oktober erfolgte eine erste öffentliche Reaktion des Irak auf den Konflikt. Nizar Hamdoon, der UN-Botschafter des Landes, verkündete, dass sich die Truppen bereits in den Bereich nördlich von Basra zurückzögen, um dort ihre Übungen fortzusetzen. Amerikanische Aufklärungsergebnisse des Tages zeigten jedoch Hinweise auf eine im Gegensatz fortgesetzte Truppenmassierung im Grenzgebiet. In den folgenden Tagen gab es widersprüchliche Aufklärungsberichte über die Bewegungen der Einheiten der Republikanischen Garde. Die USA setzte ihren Truppenaufbau fort, teils über Saudi-Arabien, teils direkt nach Kuwait.
Am 11. Oktober trafen Vorauseinheiten des 69th Tank Regiment in Kuwait ein. Am 15. Oktober war die 1. Brigade der 24th Infantry Division vollzählig in Kuwait anwesend. Am gleichen Tag trafen erste Angehörige der 3. Brigade ein. Am 17. Oktober nahmen die ersten beiden US-Bataillone voll ausgerüstet Stellungen nordwestlich von Kuwait-Stadt ein.

## Abflauen der Krise
Am 15. Oktober 1994 verabschiedete der Sicherheitsrat der Vereinten Nationen seine Resolution 949, in der der Irak zum Rückzug der verlegten Truppen aus dem Süden des Landes aufgefordert wurde. Der Irak kam dem nach. In der Folge richteten die USA und ihre Verbündete eine Zone südlich des 32 Breitengrads ein, in der dem Irak größere Truppenbewegungen am Boden untersagt wurden.
Am 18. Oktober wurde offensichtlich, dass die Republikanische Garde tatsächlich aus dem Süden des Landes abzog. US-Präsident Clinton rief daraufhin die rund 18.000 im Marsch befindlichen Marineinfanteristen zurück und hob die Alarmierung für 156.000 weitere Soldaten auf.
Ein Teil der befohlenen Truppenbewegungen wurde weiter ausgeführt, aber zur Übung umdeklariert und entsprechend langsamer umgesetzt. So formierten sich die Panzerverbände der 3. Brigade der 24th Infantry Division am 17. Oktober nahe der Hafenstadt Dammam in Saudi-Arabien und verbrachten dort mehrere Tage mit der Übernahme der Ausrüstung aus AWR-3, wobei die Fahrzeuge bis zum 22. Oktober mit einigen technischen Problemen von zwei Frachtschiffen entladen wurden. Anschließend marschierte die 3. Brigade nach Kuwait, wo sie am 5. November volle Stärke erreichte. Die US-Einheiten übten in der Folge zusammen mit den Kuwaitern die Abwehr eines Angriffs und den Übergang zum Gegenangriff.
Insbesondere dieser Marsch, aber auch die Entladung der Schiffe zuvor, zeigten erhebliche logistische Schwächen der US Army. Das eigene 6th Transportation Battalion verfügte nicht über ausreichend Fahrzeuge und Fahrer, um den Verband zu verlegen. Die Anwerbung von und die Kommunikation mit einheimischen zivilen Fahrern sowie mit Transportsoldaten der saudischen Armee erwiesen sich als schwierig, deren Fahrzeuge als wenig leistungsfähig. Es kam zu deutlich mehr Ausfällen von LKW als erwartet.
Mit knapp 7000 Soldaten befand sich am 27. Oktober die größte Stärke von Bodentruppen während der Operation im vorgesehenen Gebiet. Die Gesamtstärke der US-Truppen erreicht am 31. Oktober mit knapp 29.000 ihren Höhepunkt.
Im Persischen Golf brachte ein US-Kriegsschiff am 22. Oktober einen ägyptischen Frachter auf, der unter Umgehung der UN-Sanktionen Dieseltreibstoff in den Irak schmuggelte. Es war der erste eindeutig nachweisbare Fall eines Verstoßes gegen das Irak-Embargo mit einem Tankschiff.
Am 22. Dezember 1994 wurde Vigilant Warrior für beendet erklärt.

## Politische und militärische Folgen
Am 13. Oktober 1994 erkannte die irakische Regierung erstmals die Souveränität von Kuwait an. Neben diplomatischen Bemühungen Russlands wird dafür auch der militärische Druck durch die im Aufbau befindliche US-Militärpräsenz im Rahmen von Vigilant Warrior verantwortlich gemacht. Die im UN-Sicherheitsrat zuvor diskutierte Lockerung von Sanktionen rückte nach der militärischen Zuspitzung jedoch in weite Ferne.
Kritiker beschuldigten den US-Präsidenten Bill Clinton, zu kriegerisch auf die unklaren Vorgänge im Irak reagiert zu haben, um seine demokratische Partei bei den Halbzeitwahlen in den Vereinigten Staaten im November 1994 zu unterstützen. Umstritten blieb im Nachhinein auch, ob der Irak überhaupt einen Angriff auf Kuwait beabsichtigte oder ob die Truppenbewegungen von Anfang an als reine Machtdemonstration gedacht waren. Letzteres betonte der vormalige irakische Präsident Saddam Hussein in den Jahren 2004/05 während seinen Befragungen in amerikanischer Gefangenschaft.
Das US-Militär bewertete die Verlegung einer schweren Brigade innerhalb von zehn Tagen als Erfolg der kurz zuvor geschaffenen Verfahren zur schnelleren Transportlogistik. Allerdings zeigten sich bei der Nachführung weiterer Einheiten erhebliche Defizite. Insbesondere im Seetransport von Material wurden nach Vigilant Warrior Anpassungen vorgenommen. Darüber hinaus bemängelte die 24th Infantry Division in ihrem After Action Report, dass zunächst keinerlei taktische Planung für das Vorgehen in Kuwait bestanden habe und diese erst habe aufgestellt werden müssen, obwohl das Gebiet seit Jahren als potenzielle Konfliktregion bekannt gewesen sei. Auch seien die verfügbaren LKW deutlich zu wenig und auch Großwaffen nicht ausreichend vorhanden gewesen. In der Folge entwarf das United States Central Command einen Plan für einen Krieg gegen den Irak.

## Quelle
- J. Travis Moger: The race for Kuwait. Army History, No. 115 (Spring 2020). Hrsg.: U.S. Army Center of Military History. S. 6–19, verfügbar im Internet (PDF), abgerufen am 8. Dezember 2020